# Popis supruga asturskih vladara
Ovo je popis supruga asturskih vladara. Asturija je bila srednjovjekovna kraljevina; svi su vladari muškarci.
- Gaudiosa
- Froiliuba
- Ermesinda — supruga Alfonsa I. Katoličkog
- Munia od Álave – supruga Fruele I.
- Adosinda — Silova supruga
- Usenda
- Paterna
- Muniadona
- Jimena Pamplonska
- Nunilona – supruga Fruele II.
- Uraka bint Qasi – supruga Fruele II.

Pogledajte također „Popis kraljica Leona“.